# Nostalgic-Scopes
Nostalgic-Scopes（のすたるじっくすこーぷす）2001年4月結成、2017年6月解散。日本のミュージシャン。大嶋美也子、近藤武志の二人から成る音楽ユニット。

## メンバー
| 人名                           | 血液型 | 出身地         | パート                       |
| ------------------------------ | ------ | -------------- | ---------------------------- |
| 大嶋美也子 （おおしま みやこ） | AB型   | 大阪府大阪市   | ボーカル、作詞               |
| 人名                           | 血液型 | 出身地         | パート                       |
| 近藤武志 （こんどう たけし）   | B型    | 神奈川県横浜市 | ボーカル、ギター、作曲、編曲 |

## 概説
インターネットのメンバー募集で知り合い、音楽性が一致した為結成。男女2名から成る音楽ユニット。
Nostalgic(懐かしい)Scopes(視野)というユニット名が同時に音楽の方向性でもある。サウンドはJ-POP というよりはかつてのニューミュージックに近い。

## 経歴
- 2001年、結成。ストリートライブを中心に活動。
- 2002年、1STミニアルバム『Precious』自主制作で発売。
- 2003年、主題歌、挿入歌及び音楽監修をしたゲームソフト『LAST WHISPER』発売。2003ゲームショウに参加。
- 2003年、2ndミニアルバム『Live in hopes』をMOOVe RECORDS（徳間ジャパン販売）から発売。
- 2004年、1stシングル『Far away』をMOOVe RECORDS（徳間ジャパン販売）から発売。
- 2005年、3rdフルアルバム『two-faced』をMOOVe RECORDS（徳間ジャパン販売）から発売。
- 2009年、4thフルアルバム『Woman's mind』をCME RECORDS（ラッツパックレコード販売）から発売。
- 2011年、2ndシングル ライブ限定版『Moon light/Someday』をCME RECORDSから発売。
- 2012年、5thフルアルバム『In my life』をCME RECORDS（ラッツパックレコード販売）から発売。
- 2014年、6thミニアルバム『LOVESICKNESS』をCME RECORDS（ラッツパックレコード販売）から発売。
- 2016年、7thフルアルバム『your best』をCME RECORDS（ラッツパックレコード販売）から発売。
- 2017年、方向性の違い、個々のソロ活動重視の為、6月9ラストライブで解散。
- オリジナルアルバム7枚、シングル2枚、コンピレーションアルバム1枚を残す。
- ライブ活動は年間本数100本以上を結成2年目（2002年）から継続して行っている。

## ディスコグラフィー

### シングル
1. Far away（2004年4月1日）
2. Moon light/Someday（2011年10月1日）

### オリジナルアルバム
1. Precious（2002年7月2日）
2. Live in hopes（2003年7月12日）
3. two-faced（2005年6月9日)
4. Woman's mind（2009年3月31日）
5. In my life（2012年5月2日）
6. LOVESICKNESS（2014年3月25日）
7. your best（2016年11月23日）

### コンピレーションアルバム
1. Girls Planet （2003年3月28日）

### GAME
1. LAST WHISPER（2003年5月30日）

### ビデオ/DVD
1. BLREACH!!（2004年11月20日）

## 関連書籍
吉原徹『有名になろう！』（翔泳社） ISBN 4-798-10735-2